# El mar es azul
El mar es azul és una pel·lícula espanyola de drama psicològic del 1989 dirigida per Juan Ortuoste i produïda per Javier Rebollo de Lan Zinema, S.L..

## Argument
Basada en una història del propi Ortuoste. Fernando és un violinista torna a Bilbao després de viure molts anys a Praga amb la seva esposa txeca Jarka. Després de la trobada amb Miguel, un amic de la seva joventut, es comporta de manera estranya, cosa que fa que Jarka intenti esbrinar coses del seu passat.

## Repartiment
- Josef Abrhám: Milan
- Mikel Albisu
- Jitka Asterová: Martina
- Féodor Atkine: Fernando
- Klara Badiola Zubillaga: Clara
- Mariví Bilbao: ama
- Juan Diego: Miguel
- Elena Irureta:
- Julio Maruri: Syrovy
- Libuse Safránková: Jarka

## Producció
Rodada a Praga i Bilbao, ha rebut subvencions del Ministeri de Cultura d'Espanya i del departament de cultura del govern basc. El doblatge i les mescles es van fer a Madrid. Fou estrenada al Festival Internacional de Cinema de Sant Sebastià 1989.